# Giennadij Szpalikow
Giennadij Fiodorowicz Szpalikow (ros. Генна́дий Фёдорович Шпа́ликов; ur. 1937, zm. 1974) – radziecki pisarz oraz scenarzysta filmowy. Pochowany na Cmentarzu Wagańkowskim w Moskwie.

## Wybrane scenariusze filmowe

### Filmy fabularne
- 1964: Chodząc po Moskwie

### Filmy animowane
- 1966: Tu mieszkał Kozjawin
- 1968: Szklane organki